# Inquisitori di Stato
Az Inquisitori di Stato avagy magyarul az Állami Nyomozószék a Velencei Köztársaság egyik legtitkosabb intézménye volt, amely a Tízek Tanácsának egyik bizottságából alakult ki 1335-ben. Évek múltán a velencei főhatalom megszerzéséért indított hatásköri harcokban a Tízek Tanácsának hatalmát a Nagytanács és a Szenátus igyekezett korlátozni, de ennek a harcnak köszönhette az Állami Inkvizíció is kivételes jogállását, amely a köztársaság utolsó évszázadainak legnagyobb hatalommal bíró szervezetévé tette.

## Kialakulása
1335-ben a tízek munkájának megsegítése érdekében állították fel a Status Inquisitiot, amely két bíróból állt. Igen széles jogkörrel ruházta fel őket a Tízek Tanácsa, de hatalmukat szigorúan csak a tanácson keresztül gyakorolhatták. 1539. szeptember 20-án a tízek határozata alapján az inkvizítorok száma eggyel megnőtt, és a három bírának az államtitkok védelme és a hazaárulás kivizsgálása lett a feladata. Az egyre nagyobb hatalmi súlyt szerző hármas az állam ügyeinek legtitkosabb intézőjévé vált, amely lassanként egyedülálló jogokat és hatalmat adott a nyomozószék kezébe.

## Tagjai
Velence legtitkosabb szervezete tehát először két, majd három tagból állt. Hivatalukat egy éven keresztül tölthették be, de lemondásuk után azonnal újraválaszthatóak voltak. A megválasztott inkvizítorok nem utasíthatták vissza megbízatásukat. A nyomozószék tagjai még csak annyinak sem tartoztak felelősséggel, mint a Tízek Tanácsa. Abszolút egymást ellenőrizték, és döntéseiket mindenkinek kötelessége volt elfogadni. Hatalmuk ilyen arányú megnövekedése persze kapcsolatban volt a Tízek Tanácsának hanyatlásával.
1588-ban meghozták azt a rendeletet, amely szerint a három inkvizítor közül kettőt a Tízek Tanácsából kellett választani. Nekik fekete öltözetük volt, ezért a velenceiek őket nerinek nevezték. A harmadik tagot pedig a dózse tanácsosai közül választották meg, akinek vörös ruhája adta a rosso nevet. 1601-től kezdve negyedik tagot is választottak a nyomozószékbe, akit a korabeli törvények a tízek közül di rispetto, azaz tiszteletből írtak elő. A valóságban a negyedik tag igazából póttagként működött. Nem szólhatott bele a hármak munkájába, csak akkor volt szerepe, amikor az inkvizítorok maguk közül vádoltak valakit. Erre a történelem folyamán mindössze kétszer került sor, míg az korántsem volt ritkaság, hogy a Tízek Tanácsának egyik tagját ítéljék el.

## Titkos feladatok
A köztársaság legtitkosabb szervezete alakulásakor az igazán kényes ügyek kivizsgálására jött létre, és egyfajta tanácsadó szervként működött a Tízek Tanácsán belül. A hatalmi harcok végül jelentős hatalomhoz juttatták a három nemest, akiknek 1539-től szabadon lehetett ítélkezniük, és döntésük ellen senki sem fellebbezhetett. A bírák megítélése szerint a különleges esetekben a tízek elnökeinek adhattak bármilyen ügyet, amelyet azok kötelesek voltak azonnal, egy nap alatt elbírálni. Amennyiben az elnökök nem jutottak eredményre egy napon belül 1000 dukát bírságot kellett fizetniük a titkos kasszába, amely felett egy idő után kizárólag az inkvizítorok őrködtek. A valóságos hatalom igen jelentős volt, de bizonyos területeken árnyéka csupán a tízekének. A három inkvizítor például nem adhatott ki határozatokat, és sohasem váltak önálló intézménnyé, mindvégig a Tízek Tanácsa alá tartoztak.
Mindezek azonban eltörpültek a nyomozószék valódi hatalma mellett. A három nemesnek joga volt a foglyokat kínvallatással kihallgatni, amelyet korábban egyetlen bíróság sem végezhetett a Signoria beleegyezése nélkül. De a korlátlan hatalom igazán abból fakadt, hogy a korabeli Európa legkifinomultabb kémhálózatának feje volt a szervezet. Az inkvizítorok kémei minden társadalmi osztályban jelen voltak, a szolgálóktól az arisztokrácián keresztül egészen a dózse hálószobájáig. A kémek jelentéseket írtak, amelyeket a Dózse-palota külső falain mind a mai napig látható oroszlánfejes nyílásokon dobtak be. A jelentések a palotán belül a nyomozószék irodájába jutottak, amely a felső szinten, a börtönként szolgáló úgynevezett ólomkamrák alatt helyezkedett el. A köztársaságban mindenütt jelenlévő kémeket nem volt tanácsos feltartóztatni, észrevenni vagy leleplezni. Az inkvizítorok által irányított kémrendszer az akkor ismert világ bármely pontjáról elő tudta keríteni a tanács által elítélteket.
A kémhálózaton kívül azonban említést érdemel egy másik fontos tényező is. Ez nevezetesen a velenceiek felfogása, amelyben az államérdek mindig az első helyen állt. Így gyakran a velencei polgárok értesítették a nyomozószéket a gyanús polgárokról vagy külföldiekről. Az inkvizítorok nem sokszor álltak meg az ítélet kihirdetésénél, azt valamelyik éjszaka végre is hajtatták kémeikkel. Leggyakrabban az Orfano-csatorna vize jelentette utolsó állomását az Inquisitori di Stato ellenségeinek.
A fennmaradt titkos jelentésekből kitűnik a szervezet tevékenységének kegyetlensége, és az, hogy ellentmondást nem tűrve vitték végbe az állami érdekeket. Megbízható és kiterjedt kémhálózatuk idegen udvarokig is elnyúlt, olyannyira, hogy egy régi kézirat megőrizte az inkvizítorok tárgyalását bizonyos Priolis Andrással, akit Luxemburgi Zsigmond magyar király meggyilkolására béreltek volna fel, amennyiben a döntést a Szenátus is jóvá hagyja.